# Стешовиков, Геннадий Петрович
Геннадий Петрович Стешовиков — бригадир токарей Судостроительного завода имени А. А. Жданова, полный кавалер ордена Трудовой Славы.

## Биография
Родился в 1940 году в Пушкиногорском районе. Член КПСС.
В 1957—2000 гг. — токарь, военнослужащий Советской Армии, бригадир токарей Cудостроительного завода имени А. А. Жданова Министерства судостроительной промышленности СССР.
Указами Президиума Верховного Совета СССР от 25 апреля 1975 года и 2 февраля 1984 года награждён орденами Трудовой Славы 3-й и 2-й степеней соответственно.
Указом Президиума Верховного Совета СССР от 14 марта 1988 года награждён орденом Трудовой Славы 1-й степени.
Лауреат Государственной премии СССР (1980, закрытым указом).
Делегат XXVI съезда КПСС.
Умер в Санкт-Петербурге в 2015 году.